# Эшенсвиллер
Эшенсвиллер (фр. Eschentzwiller) — коммуна на северо-востоке Франции в регионе Гранд-Эст (бывший Эльзас — Шампань — Арденны — Лотарингия), департамент Верхний Рейн, округ Мюлуз, кантон Брёнстат. До марта 2015 года коммуна административно входила в состав упразднённого кантона Абсайм (округ Мюлуз).
Площадь коммуны — 3,19 км², население — 1375 человек (2006) с тенденцией к росту: 1499 человек (2012), плотность населения — 469,9 чел/км².

## Население
Численность населения коммуны в 2011 году составляла 1508 человек, а в 2012 году — 1499 человек.
| 1962 | 1968 | 1975 | 1982 | 1990 | 1999 | 2006 | 2007 | 2011 | 2012 |
| ---- | ---- | ---- | ---- | ---- | ---- | ---- | ---- | ---- | ---- |
| 593  | 617  | 805  | 1026 | 1116 | 1244 | 1375 | 1394 | 1508 | 1499 |

Динамика населения:

## Экономика
В 2010 году из 991 человек трудоспособного возраста (от 15 до 64 лет) 752 были экономически активными, 239 — неактивными (показатель активности 75,9 %, в 1999 году — 71,9 %). Из 752 активных трудоспособных жителей работали 704 человека (371 мужчина и 333 женщины), 48 числились безработными (24 мужчины и 24 женщины). Среди 239 трудоспособных неактивных граждан 94 были учениками либо студентами, 102 — пенсионерами, а ещё 43 — были неактивны в силу других причин.
На протяжении 2011 года в коммуне числилось 595 облагаемых налогом домохозяйств, в которых проживало 1500,5 человек. При этом медиана доходов составила 29684 евро на одного налогоплательщика.

## Достопримечательности (фотогалерея)

Церковь Святых Петра и Павла